# 日本國憲法改正手續相關法律
《日本國憲法改正手續相關法律》（平成19年5月18日法律第51號），是基於《日本國憲法》第96條，對憲法修改的必要手續公民投票作出規定的日本法律。簡稱《國民投票法》、《憲法改正手續法》、《改憲手續法》等。
2007年5月18日，由首相安倍晉三內閣向國會提出並順利通過，2010年5月18日開始施行。
根據國民投票法的相關規定，經過眾議院和參議院兩院各三分之二的議員同意通過的憲法修正案，在60至180日內須提交國民投票；18周歲以上的日本國民擁有投票權，不設最低投票率限制，公民投票過半數贊成，憲法修正案即正式通過。

## 外部連結
- 成立時的法案（併合修正案）（眾議院官網、PDF）、（同HTML）
- 執政黨草案（眾議院官網）
- 民主黨草案（眾議院官網）